# Zímniki
Zímniki (en rus: Зимники) és un poble del krai de Primórie, a l'Extrem Orient de Rússia, que en el cens del 2010 tenia 305 habitants. Pertany al districte rural de Dalneretxenski.